# مسيو بريكولاج
مسيو بريكولاج هي مجموعة فرنسية، يرجع تاريخ تأسيسها إلى سنة 1980م، وهي متخصصة في بيع منتوجات الأعمال اليدوية والبستنة وديكور المنازل والحدائق.